# Heliga Trefaldighets kyrka, Gävle
Heliga Trefaldighets kyrka (hette tidigare Gefle kyrka) är centralt belägen i Gävle vid Gavleån. Den tillhör Gävle församling i Uppsala stift.

## Kyrkobyggnaden
Nuvarande kyrkobyggnad invigdes 1654 efter en medeltida kyrka som eldhärjats. Man hade sedan slutet av 1630-talet försökt bygga upp kyrkan, men fått mura om den flera gånger. Markförhållandena var nämligen besvärliga och kyrkan fick klara sig utan det torn man planerat för. Allt eftersom uppstod sprickor i väggarna till följd av sättning. Ett flertal experter, däribland Christopher Polhem, togs in för att försöka åtgärda problemen. 1728–1729 murade Jonas Fristedt från Stockholm, ålderman i Murmästareämbetet, om valven i södra skeppet. Gävles stadsmurmästare Daniel Lundquist reparerade olika skador och byggde ett vapenhus 1761. Han lyckades också bygga kyrktornet 1779–1781, men var tvungen att använda strävpelare. Först vid restaureringen 1936-38 fick man ordning på instabiliteten. Idag kan man se att tornet lutar flera grader. 3 juni 2007 föll den 200 kg tunga klockkläppen ut från kyrktornet och var nära att träffa en människa. Kläppen återställdes några månader senare.
Vid en kyrkostämma i april 1888 beslöts att en omfattande inre renovering skulle göras. Norra och södra läktarna skulle tas bort, hela kyrkan skulle oljemålas, ingenjörerna Luth och Rosén skulle dra in elektriskt ljus, läktaren i sakristian skulle byggas om och minskas, kyrkans golv skulle få cementmosaik, orgelläktaren restaureras, fönstren skulle få kulörta engelska råglas, epitafier och ljuskronor skulle restaureras och innanfönster skulle anskaffas m. m.

## Inventarier
Kyrkan är mest känd för altaruppsatsen och predikstolen, båda tillverkade av Ewerdt Friis. Han påbörjade sitt arbete med dessa 1657 och höll på flera år med dem. De var dock omålade fram till 1746, då de färglades i blått, grått och guld. På 1880-talet tillkom den svarta och guldfärgade påmålning man ser idag. Friis dog 1672 och begravdes inne i kyrkan.

## Orglar
- Omkring 1671 byggde Claes Crantsenander, Viborg, dåvarande svensk stad i Finland, en orgel med 26 stämmor.
- 1686: Orgeln blev förbättrad av orgelbyggaren Hans Heinrich Cahman och ytterligare förbättrad 1742 av Olof Hedlund. Den har idag 26 stämmor med sex bälgar.[6] Organisten Ferdinand Zellbell d.ä. besiktade 1741 orgelverket.[7]

| Manual         | Ryggpositiv     | Pedal         | Övrigt        |
| Kvintadena 16' | Gedackt 8'      | Untersats 16' | Cymbelstjärna |
| Principal 8'   | Principal 4'    | Principal 8'  |               |
| Spetsflöjt 8'  | Kvintadena 8'   | Gedackt 8'    |               |
| Salcinal 8'    | Principal 4'    | Oktava 4'     |               |
| Oktava 4'      | Oktava 2'       | Rauskvint 2'  |               |
| Kvinta 3'      | Sesquialtera II | Mixtur IIII   |               |
| Oktava 2'      | Scharf III      | Basun 16'     |               |
| Mixtur IIII    | Vox humana      | Trumpet 8'    |               |
| Cymbal II      |                 |               |               |
| Trumpet 8'     |                 |               |               |

- 1819 byggde Pehr Strand och Pehr Zacharias Strand en orgel.
- 1890 byggde E A Setterquist & Son, Örebro en orgel med 26 stämmor fördelade på två manualer och särskild pedal och nödvändiga koppel. Den blev besiktigad 5 juli 1890 av musikdirektör Sven August Lagergren i Stockholm. Kyrkorådet som han spelade på den inför, var mycket nöjda med arbetet och orgelns inpassning i kyrkorummet.[8] Fasaden ritades av arkitekt Carl Oskar Möller på Överntendentämbetet i Stockholm.[9] 1938 ombyggdes den av Jon Vesterlunds Orgelbyggeri, Lövstabruk.

- Den nuvarande läktarorgeln är byggd 1974 av Grönlunds Orgelbyggeri AB, Gammelstad. Den har tre manualer och pedal och 1000 fria kombinationer.[10]

| Huvudverk (I)           | Svällverk (II)      | Bröstverk (III)     | Pedal          | Koppel |
| ----------------------- | ------------------- | ------------------- | -------------- | ------ |
| Gedacktpommer 16'       | Borduna 16'         | Gedackt 8'          | Principal 16'  | II/I   |
| Principal 8'            | Principal 8'        | Kvintadena 8'       | Subbas 16'     | III/I  |
| Rörflöjt 8'             | Flûte Harmonique 8' | Principal 4'        | Kvinta 10 2/3' | III/II |
| Oktava 4'               | Gamba 8'            | Koppelflöjt 4'      | Oktava 8'      | I/P    |
| Spetsflöjt 4'           | Oktava 4'           | Waldflöjt 2'        | Gedackt 8'     | II/P   |
| Kvinta 2 2/3'           | Traversflöjt 4'     | Kvinta 1 1/3'       | Oktava 4'      |        |
| Oktava 2'               | Nasat 2 2/3'        | Sesquialtera 2 chor | Hålflöjt 4'    |        |
| Cornett 3 chor          | Blockflöjt 2'       | Scharf 3-4 chor     | Nachthorn 2'   |        |
| Mixtur 6-8 chor         | Ters 1 3/5'         | Vox Humana 8'       | Mixtur 6 chor  |        |
| Trumpet 8' (en Chamade) | Oktava 1'           | Rörskalmeja 4'      | Basun 16'      |        |
|                         | Mixtur 5 chor       | Tremulant           | Trumpet 8'     |        |
|                         | Cymbel 3 chor       |                     | Trumpet 4'     |        |
|                         | Fagott 16'          |                     |                |        |
|                         | Oboe 8'             |                     |                |        |
|                         | Tremulant           |                     |                |        |

### Kororgel
- Kororgeln från 1971 är också byggd av Grönlunds Orgelbyggeri.

### Diskografi
Inspelningar av musik framförd på kyrkans orglar.
- Changing moods, op 59 / Patrick, David, orgel. LP. Opus 3 8108. 1984.

## Söderbystenen

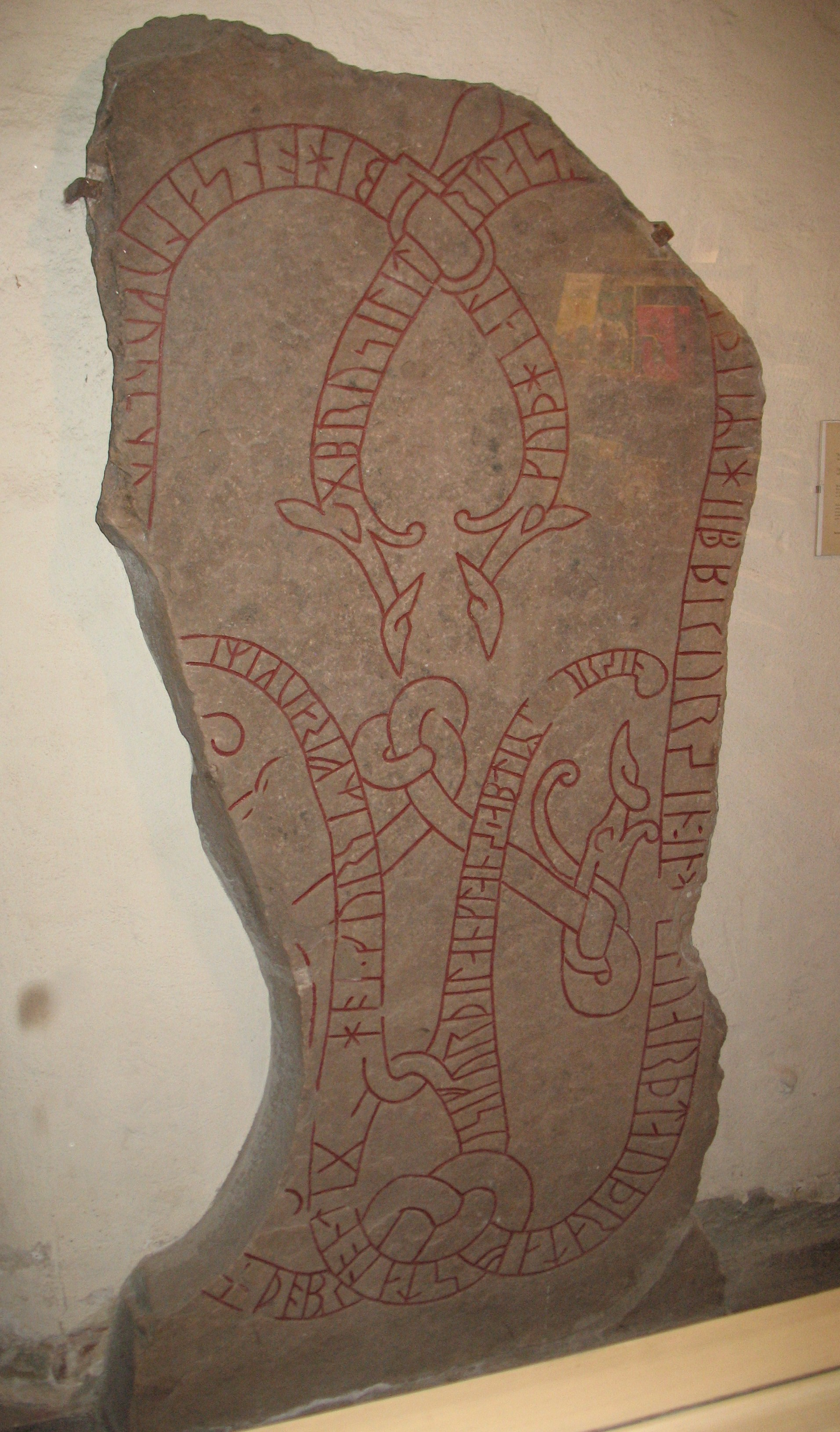
Söderbystenen

Söderbystenen är en runsten från mitten av 1000-talet, ursprungligen rest i Söderbyn. Stenen är ristad av Åsmund Kåresson (1020-1050 e. Kr) till minne av Egil (Ihilp), vilken ska ha dödats under ett krigståg till Finland. Den flyttades från Söderbyn 1895 och finns nu i kyrkans vapenhus. Vid den ursprungliga platsen, Södertull, i Söderbyn har en replika rests.
Texten på Söderbystenen lyder:
| ”                                                | Bruse lät resa denna sten efter Ihilp sin broder . Och han blev död i Tavastland då Bruse förde då landskapets ledung efter sin broder. Han hade farit med Fröger Gud Hjälpe hans själ och Guds moder! Sven och Åsmund de ristade | „ |
| – SBF Jansson 1981, citerad i Carlestam, sid. 13 | |   |